# Idaea jacobsi
Idaea jacobsi là một loài bướm đêm trong họ Geometridae.